# Gouvernement Lamothe
République d’Haïti
Conille I Paul
Le gouvernement Laurent Lamothe est le gouvernement d'Haïti du 16 mai 2012 au 18 janvier 2015.

## Historique

### Formation
Après la démission de Garry Conille, Laurent Lamothe est désigné le 1er mars 2012 au poste de Premier ministre par le président Martelly. La désignation de Laurent Lamothe comme Premier ministre est finalement approuvée le 10 avril 2012 au Sénat par 19 voix sur 29 (3 contre, 7 abstentions). Il est officiellement investi le 16 mai 2012.

### Évolution
En avril 2014, le gouvernement Lamothe procède à son plus grand remaniement ministériel avec l’arrivée de 10 nouveaux ministres, dont 9 femmes. À cette occasion, la ministre de l’économie et des finances Marie Carmelle Jean-Marie, qui avait claqué la porte du ministère un an auparavant, revient occuper son poste resté vacant. Ce remaniement ministériel, le troisième du gouvernement Lamothe, s’inscrit dans l’application de l’accord d’El Rancho qui vise à renforcer la cohésion nationale.

### Succession
Pour des raisons personnelles, il présente sa démission le 14 décembre 2014 au président Michel Martelly.

## Composition

### Initiale (16 mai 2012)
| Portefeuille                                                                    | Titulaire | Titulaire                        | Parti |
| ------------------------------------------------------------------------------- | --------- | -------------------------------- | ----- |
| Premier ministre Ministre des Affaires étrangères et des Cultes                 |           | Laurent Lamothe                  | SE    |
| Ministre des Affaires sociales et du Travail                                    |           | Ronsard St-Cyr                   | SE    |
| Ministre de l'Agriculture, des Ressources naturelles et du Développement rural  |           | Thomas Jacques                   | SE    |
| Ministre à la Condition féminine et aux Droits des femmes                       |           | Yanick Mézil                     | SE    |
| Ministre de la Culture                                                          |           | Jean Mario Dupuy                 | SE    |
| Ministre de la Communication                                                    |           | Ady Jean Gardy                   | SE    |
| Ministre de l'Éducation                                                         |           | Réginald Paul                    | SE    |
| Ministre de l'Économie et des Finances                                          |           | Marie Carmelle Jean Marie        | SE    |
| Ministre de l'Intérieur et des Collectivités territoriales                      |           | Thierry Mayard-Paul              | SE    |
| Ministre de la Justice et de la Sécurité publique                               |           | Jean Renel Sanon                 | SE    |
| Ministre de la Santé publique et de la Population                               |           | Florence Duperval Guillaume      | SE    |
| Ministre du Tourisme                                                            |           | Stéphanie Balmir Villedrouin     | SE    |
| Ministre des Travaux publics, des Transports et de la Communication             |           | Jacques Rousseau                 | SE    |
| Ministre de la Planification et de la Coopération externe                       |           | Josépha Raymond Gauthier         | SE    |
| Ministre de la Défense                                                          |           | Jean Rodolphe Joazile            | SE    |
| Ministre du Commerce et de l'Industrie                                          |           | Wilson Laleau                    | SE    |
| Ministre de la Jeunesse, des Sports et de l'Action civique                      |           | Jean Roosevelt René              | SE    |
| Ministre de l'Environnement                                                     |           | Joseph Ronald Toussaint          | SE    |
| Ministre des Haïtiens de l'étranger                                             |           | Daniel Supplice                  | SE    |
| Ministre délégué chargé des Relations avec le Parlement                         |           | Ralph Théano                     | SE    |
| Ministre délégué chargé des Droits de l'homme et de la Lutte contre la pauvreté |           | Marie Carmelle Rose Anne Auguste | SE    |
| Ministre délégué chargé de la Promotion de la paysannerie                       |           | Marie Mimose Félix               | SE    |

### Remaniement du 6 août 2012
- Les nouveaux ministres sont indiqués en gras, ceux ayant changé d'attributions en italique.

| Portefeuille                                                                    | Titulaire | Titulaire                        | Parti |
| ------------------------------------------------------------------------------- | --------- | -------------------------------- | ----- |
| Premier ministre                                                                |           | Laurent Lamothe                  | SE    |
| Ministre des Affaires étrangères et des Cultes                                  |           | Pierre-Richard Casimir           | SE    |
| Ministre des Affaires sociales et du Travail                                    |           | Ronsard St-Cyr                   | SE    |
| Ministre de l'Agriculture, des Ressources naturelles et du Développement rural  |           | Thomas Jacques                   | SE    |
| Ministre à la Condition féminine et aux Droits des femmes                       |           | Yanick Mézil                     | SE    |
| Ministre de la Culture                                                          |           | Jean Mario Dupuy                 | SE    |
| Ministre de la Communication                                                    |           | Ady Jean Gardy                   | SE    |
| Ministre de l'Éducation                                                         |           | Vanneur Pierre                   | SE    |
| Ministre de l'Économie et des Finances                                          |           | Marie Carmelle Jean Marie        | SE    |
| Ministre de l'Intérieur et des Collectivités territoriales                      |           | Thierry Mayard-Paul              | SE    |
| Ministre de la Justice et de la Sécurité publique                               |           | Jean Renel Sanon                 | SE    |
| Ministre de la Santé publique et de la Population                               |           | Florence Duperval Guillaume      | SE    |
| Ministre du Tourisme                                                            |           | Stéphanie Balmir Villedrouin     | SE    |
| Ministre des Travaux publics, des Transports et de la Communication             |           | Jacques Rousseau                 | SE    |
| Ministre de la Planification et de la Coopération externe                       |           | Josépha Raymond Gauthier         | SE    |
| Ministre de la Défense                                                          |           | Jean Rodolphe Joazile            | SE    |
| Ministre du Commerce et de l'Industrie                                          |           | Wilson Laleau                    | SE    |
| Ministre de la Jeunesse, des Sports et de l'Action civique                      |           | Jean Roosevelt René              | SE    |
| Ministre de l'Environnement                                                     |           | Jean François Thomas             | SE    |
| Ministre des Haïtiens de l'étranger                                             |           | Daniel Supplice                  | SE    |
| Ministre délégué chargé des Relations avec le Parlement                         |           | Ralph Théano                     | SE    |
| Ministre délégué chargé des Droits de l'homme et de la Lutte contre la pauvreté |           | Marie Carmelle Rose Anne Auguste | SE    |
| Ministre délégué chargé de la Promotion de la paysannerie                       |           | Marie Mimose Félix               | SE    |

### Remaniement du 21 janvier 2013
- Les nouveaux ministres sont indiqués en gras, ceux ayant changé d'attributions en italique[7].

| Portefeuille                                                                    | Titulaire | Titulaire                        | Parti |
| ------------------------------------------------------------------------------- | --------- | -------------------------------- | ----- |
| Premier ministre Ministre de la Planification et de la Coopération externe      |           | Laurent Lamothe                  | SE    |
| Ministre Délégué auprès du Premier ministre, Chargé de la Sécurité Energétique  |           | René Jean-Jumeau                 | SE    |
| Ministre des Affaires étrangères et des Cultes                                  |           | Pierre-Richard Casimir           | SE    |
| Ministre des Affaires sociales et du Travail                                    |           | Charles Jean-Jacques             | SE    |
| Ministre de l'Agriculture, des Ressources naturelles et du Développement rural  |           | Thomas Jacques                   | SE    |
| Ministre à la Condition féminine et aux Droits des femmes                       |           | Yanick Mézil                     | SE    |
| Ministre de la Culture                                                          |           | Josette Dargouste                | SE    |
| Ministre de la Communication                                                    |           | Régine Godefroy                  | SE    |
| Ministre de l'Éducation                                                         |           | Vanneur Pierre                   | SE    |
| Ministre de l'Économie et des Finances                                          |           | Marie Carmelle Jean Marie        | SE    |
| Ministre de l'Intérieur et des Collectivités territoriales                      |           | David Bazile                     | SE    |
| Ministre de la Justice et de la Sécurité publique                               |           | Jean Renel Sanon                 | SE    |
| Ministre de la Santé publique et de la Population                               |           | Florence Duperval Guillaume      | SE    |
| Ministre du Tourisme                                                            |           | Stéphanie Balmir Villedrouin     | SE    |
| Ministre des Travaux publics, des Transports et de la Communication             |           | Jacques Rousseau                 | SE    |
| Ministre de la Défense                                                          |           | Jean Rodolphe Joazile            | SE    |
| Ministre du Commerce et de l'Industrie                                          |           | Wilson Laleau                    | SE    |
| Ministre de la Jeunesse, des Sports et de l'Action civique                      |           | Magalie Racine                   | SE    |
| Ministre de l'Environnement                                                     |           | Jean Vilmond Hilaire             | SE    |
| Ministre des Haïtiens de l'étranger                                             |           | Daniel Supplice                  | SE    |
| Ministre délégué chargé des Relations avec le Parlement                         |           | Ralph Théano                     | SE    |
| Ministre délégué chargé des Droits de l'homme et de la Lutte contre la pauvreté |           | Marie Carmelle Rose Anne Auguste | SE    |
| Ministre délégué chargé de la Promotion de la paysannerie                       |           | Marie Mimose Félix               | SE    |

### Remaniement du 2 avril 2014
- Les nouveaux ministres sont indiqués en gras, ceux ayant changé d'attributions en italique.

| Portefeuille                                                                    | Titulaire | Titulaire                                                              | Parti |
| ------------------------------------------------------------------------------- | --------- | ---------------------------------------------------------------------- | ----- |
| Premier ministre Ministre de la Planification et de la Coopération externe      |           | Laurent Lamothe (jusqu'au 14/12/2014) Florence Duperval Guillaume a.i. | SE    |
| Ministre des Affaires étrangères et des Cultes                                  |           | Duly Brutus                                                            | SE    |
| Ministre des Affaires sociales et du Travail                                    |           | Ronsard St-Cyr                                                         | SE    |
| Ministre de l'Agriculture, des Ressources naturelles et du Développement rural  |           | Thomas Jacques                                                         | SE    |
| Ministre à la Condition féminine et aux Droits des femmes                       |           | Yanick Mézil                                                           | SE    |
| Ministre de la Culture                                                          |           | Monique Rocourt                                                        | SE    |
| Ministre de la Communication                                                    |           | Rudy Hervieaux                                                         | SE    |
| Ministre de l'Éducation                                                         |           | Nesmy Manigat                                                          | SE    |
| Ministre de l'Économie et des Finances                                          |           | Marie Carmelle Jean Marie                                              | SE    |
| Ministre de l'Intérieur et des Collectivités territoriales                      |           | Thierry Mayard-Paul                                                    | SE    |
| Ministre de la Justice et de la Sécurité publique                               |           | Jean Renel Sanon                                                       | SE    |
| Ministre de la Santé publique et de la Population                               |           | Florence Duperval Guillaume                                            | SE    |
| Ministre du Tourisme                                                            |           | Stéphanie Balmir Villedrouin                                           | SE    |
| Ministre des Travaux publics, des Transports et de la Communication             |           | Jacques Rousseau                                                       | SE    |
| Ministre de la Défense                                                          |           | Lener Renauld                                                          | SE    |
| Ministre du Commerce et de l'Industrie                                          |           | Wilson Laleau                                                          | SE    |
| Ministre de la Jeunesse, des Sports et de l'Action civique                      |           | Himler Rebu                                                            | SE    |
| Ministre de l'Environnement                                                     |           | Jean Vilmond Hilaire                                                   | SE    |
| Ministre des Haïtiens de l'étranger                                             |           | François Guillaume II                                                  | SE    |
| Ministre délégué chargé du Renforcement des partis politiques                   |           | Patrick Sully Joseph                                                   | SE    |
| Ministre délégué chargé des Relations avec le Parlement                         |           | Ralph Théano                                                           | SE    |
| Ministre délégué chargé des Droits de l'homme et de la Lutte contre la pauvreté |           | Marie Carmelle Rose Anne Auguste                                       | SE    |
| Ministre délégué chargé de la Promotion de la paysannerie                       |           | Marie Mimose Félix                                                     | SE    |
| Secrétaire d'État aux Affaires étrangères                                       |           | Henry Robert Sterlin                                                   | SE    |
| Secrétaire d'État à la Sécurité publique                                        |           | Pierre Estanislas Cantave Neptune                                      | SE    |
| Secrétaire d'État aux Travaux Publics, Transports et Communications             |           | Philippe Cineas                                                        | SE    |
| Secrétaire d'État à l'Économie                                                  |           | Alfred Metellus                                                        | SE    |
| Secrétaire d'État aux Finances                                                  |           | Ronald Décembre                                                        | SE    |
| Secrétaire d'État à la Coopération externe                                      |           | Robert Labrousse                                                       | SE    |
| Secrétaire d'État à la Planification                                            |           | Michel Presume                                                         | SE    |
| Secrétaire d'État à l'Intérieur                                                 |           | Stanley Honorat                                                        | SE    |
| Secrétaire d'État aux Affaires politiques                                       |           | Deus Jean-François                                                     | SE    |
| Secrétaire d'État aux Collectivités territoriales                               |           | Pierre Michel Lubin                                                    | SE    |
| Secrétaire d'État à la Communication                                            |           | Hérold Israël                                                          | SE    |
| Secrétaire d'État à l'Environnement                                             |           | Pierre André Gedeon                                                    | SE    |
| Secrétaire d'État à la Production animale                                       |           | Michel Chancy                                                          | SE    |
| Secrétaire d'État à la Production végétale                                      |           | Fresnel Dorcin                                                         | SE    |
| Secrétaire d'État à la Réforme agricole                                         |           | Vernet Joseph                                                          | SE    |
| Secrétaire d'État à la Formation Professionnelle                                |           | Marina Gourgues                                                        | SE    |
| Secrétaire d'État à l'Alphabétisation                                           |           | Oswald Thimoleon                                                       | SE    |
| Secrétaire d'État au Tourisme                                                   |           | Colombe Emilie Gessie Menos                                            | SE    |
| Secrétaire d'État à l'Intégration des personnes handicapées                     |           | Gérald Oriol                                                           | SE    |
| Secrétaire d'État à la Jeunesse et à l’Action Civique                           |           | Gabrielle Hyacinthe                                                    | SE    |